# Nizami Ganjavi International Center

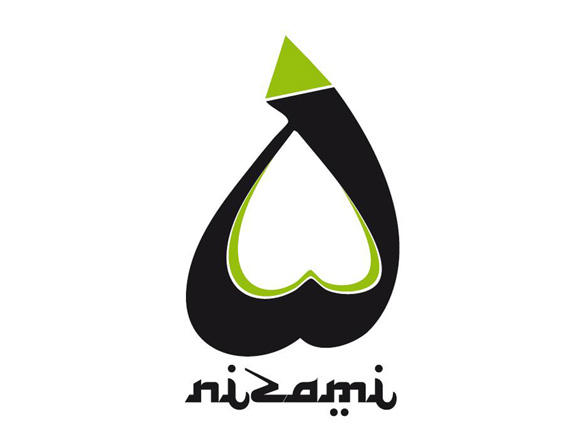
Logo del centro

El centro internacional Nizami Ganjavi – es una organización cultural, non-política, dedicada a la memoria de poeta de Azerbaiyán, Nizami Ganjavi. El centro fue creado el 30 de septiembre de 2012, de acuerdo con el decreto del presidente de la República de Azerbaiyán desde 23 de diciembre de 2011, en el marco de las actividades con motivo de 870 aniversario del poeta. Los objetivos principales de centro son  preservar el patrimonio cultural,  realizar las investigaciones culturales y sociales, convertirse en un centro de mejores prácticas en el ámbito de la producción de conocimientos y ser un lugar del diálogo, aprendizaje y la comprensión entre las culturas y los pueblos. Desde la creación en 2012,  579 personas de 54 países participaron en las conferencias, foros, seminarios y reuniones del centro.

## La actividad del centro
El 2 de julio de 2013 fue establecido un acuerdo sobre la cooperación entre el Centro Internacional de Nizami Ganjavi y el Club de Roma, fundada en 1968. El presidente del Сlub de Roma, Federico Mayor Zaragoza  pasó a ser miembro de la Junta Directiva del Centro Internacional de Nizami Ganjavi. 
El 26 de diciembre de 2013 en Madrid entre el Centro Internacional Nizami Ganjavi y el Club de Madrid se realizó una reunión para debatir los proyectos futuros. En la reunión fueron discutidos los trabajos relacionados con El segundo foro mundial de la sociedad abierta.
El Centro Internacional de Nizami Ganjavi los 8 y 9 de octubre de 2015 realizó una conferencia sobre el tema "Nuevas visiones de la cooperación y de vecindad en Europa", en Sofía. En la conferencia se discutieron los problemas políticos, económicos y morales con los que se enfrenta Europa.
El 12 de diciembre de 2016, en Bakú, el presidente azerbaiyano Ilham Aliyev recibió copresidentes y miembros de la Junta de Síndicos del Centro Internacional Nizami Ganjavi.
El 15 de marzo de 2017 el Presidente de Azerbaiyán Ilham Aliyev recibió a la delegación de la Junta Directiva del Centro Internacional de Nizami Ganjavi, encabezada por los copresidentes del Centro — el ex presidente de Letonia y el director de la biblioteca.

## Foros Globales por una Sociedad Inclusiva

### II Foro Global
II Foro Global por una Sociedad Inclusiva  pasó el 27-30 de abril de 2014 en Bakú.
El Foro abordó la relevancia de la inclusión social cuando se discuten y trataron temas como el desarrollo en general, incluyendo el valor añadido hacia la economía, la sostenibilidad, la gobernanza y el fortalecimiento institucional. Una proposición básica del Enfoque por una Sociedad Inclusiva fue que todos estos aspectos son interdependientes, por lo que el progreso en uno puede conducir a avances en los otros, creando así un círculo virtuoso de desarrollo. 
El Foro organizado por el NGIC y el Club de Madrid tiene lugar en un momento clave para promover la cohesión social en todos los niveles, pero sobre todo a nivel de las Naciones Unidas, teniendo en cuenta que la Asamblea General de las Naciones UNidas hará una declaración sobre los Objetivos de Desarrollo Sostenible post- 2015 en septiembre de este año. Dentro de este marco, los resultados esperados del Foro son los siguientes:
- Un documento final que desarrolle y perfeccione la perspectiva de una Sociedad Inclusiva, en especial en relación con la Agenda de Desarrollo Post- 2015.
- Mayor apoyo para el documento de posición por una Sociedad Inclusiva, y otros materiales, que el Club de Madrid está promoviendo en la ONU y en otros organismos internacionales en el contexto del proceso de Post- 2015.
- Aumento de la concienciación y el apoyo para el Enfoque por una Sociedad Inclusiva en el Cáucaso Sur y Asia Central, y en general en todo el mundo.
- Identificar nuevos "campeones" por Sociedades Inclusivas.

Durante los dos días de debates celebrados en Bakú (Azerbayan), tanto ponentes como participantes compartieron sus puntos de vista, mejores prácticas y recomendaciones para promover Sociedades Inclusivas como un pilar para el desarrollo, teniendo en cuenta las características económicas, la sostenibilidad, la gobernanza y los aspectos institucionales de la inclusión social.

### III Foro Global
El 27-29 de abril de 2015 en Bakú, Azerbaiyán, se realizó. Esta conferencia de alto nivel se enfocó en la temática de "Construir confianza en el orden mundial internacional" y brindó una oportunidad para que los líderes del pensamiento global discutan algunos de los desafíos más apremiantes del mundo. 

### IV Foro Global
14 de marzo de 2016 en Bakú pasó el, organizado por el Centro Internacional Nizami Ganjavi y apoyado por el Comité Estatal Azerbaiyano sobre el Trabajo con la Diáspora, con la asociación del Club de Madrid, el Consejo InterAcción y la Biblioteca de Alejandría. El objetivo del Foro de Bakú fue "promover el liderazgo para la resolución de problemas globales para un mundo más pacífico y multipolar." Para alcanzar este objetivo final, el Foro de Bakú intentó concentrar sus esfuerzos para hacer una evaluación cuidadosa del estado de las divisiones clave. problemas que obstaculizan la seguridad global, identificar opciones y pasos para que los líderes mundiales superen estas divisiones y trabajen hacia la paz, para dar voz a los jóvenes líderes emergentes, para que puedan participar y apoyar un proceso global de cooperación y consolidación de la paz, y promover una declaración final y conjunta que reúna las opciones para evitar conflictos en el mundo multipolar emergente del siglo XXI.

### V Foro Global
El 5 ° Foro Global de Bakú comenzó en la capital de Azerbaiyán el 16 de marzo de 2017. Cerca de 300 delegados de 53 países, así como una serie de figuras estatales influyentes, políticos, expertos y científicos políticos que juegan un papel fundamental en la conformación de la política global moderna, asisten al V Foro Global de Bakú. El foro de dos días titulado "El futuro de las relaciones internacionales: poder e intereses". Ismail Serageldin, copresidente del Centro Internacional Nizami Ganjavi, director de la Biblioteca de Alejandría, señaló:
"El foro crece y se desarrolla cada año, los presidentes actuales y anteriores y los primeros ministros de todo el mundo participan activamente en él." 